# نيلسون خافيير
نيلسون خافيير هو لاعب كرة الريشة دومينيكاني، ولد في 19 يناير 1985.

## وصلات خارجية
- نيلسون خافيير على موقع BWF.tournamentsoftware.com (الإنجليزية)
- نيلسون خافيير على موقع BWFbadminton.com (الإنجليزية)